# Harald Strohm
Harald Strohm (* 1953 in Lindau) ist ein deutscher Religionswissenschaftler.

## Leben
Nach dem Abitur am mathematisch-naturwissenschaftlichen Bodensee-Gymnasium in Lindau studierte Strohm an der Eberhard Karls Universität Tübingen Philosophie, Germanistik, katholische Theologie und Vergleichende Religionswissenschaft (u. a. bei Paul Thieme). Er promovierte 1984 über „Die Aporien in Schopenhauers Erkenntnistheorie“.
Danach folgten öffentliche Vortragsreihen und Vorträge auf Kongressen, Lehraufträge und Lehrstuhlvertretungen. Er realisierte Filmprojekte für Kino und Fernsehen. Er publizierte Bücher sowie Aufsätze und Rezensionen für verschiedene Fachzeitschriften und Artikel in großen Publikumsmedien (Die Zeit, die presse, NZZ u. a.).
Gemeinsam mit Jan Assmann initiierte Strohm die „Lindauer Symposien für Religionsforschung“ (2008 bis 2016). Es erschienen sieben Tagungsbände zusammen mit Jan Assmann, Nikolai Grube und Gerhard Bosinski.
Strohms Arbeitsschwerpunkte sind der antike und spätantike Synkretismus zwischen Orient (Indien/Iran) und Okzident, die Schottische Aufklärung und Religionspsychologie.

## Schriften (Auswahl)

### Monographien
- Über den Ursprung der Religion – oder warum Indra mit dem Dreirad zur Hochzeit fuhr, Fink, München 2003, ISBN 3-7705-3795-5.
- Mithra – oder warum ‚Gott Vertrag‘ beim Aufgang der Sonne in Wehmut zurückblickte, Wilhelm Fink, 2008, ISBN 978-3-7705-4626-8.
- Die Geburt des Monotheismus im Alten Iran – Ahura Mazda und sein Prophet Zarathushtra. Wilhelm Fink. 2014, ISBN 978-3-7705-5695-3.
- Jesus und das Somaopfer – Zur indo-iranischen Vorgeschichte des Christentums, Brill Fink, Paderborn 2022, ISBN 978-3-7705-7070-6.

### Aufsätze
in den Reihen und Festschriften:
- Lindauer Symposien für Religionsforschung (hrsgg. v. Jan Assmann u. Harald Strohm).
- Jahrbuch für psychohistorische Forschung (hrsgg. von Ludwig Janus et al.).
- Klinische, soziokulturelle und literaturwissenschaftliche Perspektiven (zum 80. Geburtstag von Léon Wurmser, hrsgg. v. Beate Steiner et al.).
- Commentationes Iranicae (zum 90. Geburtstag von Aaron Livschits, hrsgg. v. Pavel Lurje u. a., Eremitage St. Petersburg).